# Religion und Kunst
Religion und Kunst ist eine der Hauptschriften Richard Wagners und wurde von ihm während der Kompositionsarbeit an seinem letzten Musikdrama Parsifal im Jahre 1880 in Neapel (Villa Angri) geschrieben und in den Bayreuther Blättern publiziert und später im zehnten Band seiner Gesammelten Schriften und Dichtungen in Buchform veröffentlicht.
Wagner äußert sich in dieser Schrift – auch als „Regenerationsschrift“ bezeichnet – umfassend zum Thema Religion und stellt sein Weltbild dar. Aus seinen Briefen an Hans von Wolzogen, dem Herausgeber der Bayreuther Blätter, ist zu erkennen, dass er die „ihn nicht verstehen wollende Welt“ provozieren und „einen starken Artikel“ schreiben wollte. Bereits in der Einleitung stellt Wagner die aus seiner Sicht bestehende Verbindung von Religion und Kunst her:
Man könnte sagen, dass da, wo die Religion künstlich wird, der Kunst es vorbehalten sei, den Kern der Religion zu retten, indem sie die mythischen Symbole, welche sie im eigentlichen Sinne als wahr geglaubt wissen will, ihrem sinnbildlichen Werte nach erfasst, um durch ideale Darstellung derselben die in ihnen verborgene tiefe Wahrheit erkennen zu lassen.

## Die Themen der Regenerationsschrift

### Christlicher Glaube und Buddhismus
Wagner führt zu Beginn aus, wie Religionen entstanden sind und diese alle nur auf der „Hinfälligkeit der Welt“ basierten, wobei sich erfolgreiche Religionsstifter mit mythischen Allegorien Gehör beim Volke verschafft hätten. Eine Besonderheit der christlichen Religion sei, dass sie sich an die „Armen am Geiste“ wende (Mt 5,3 , vgl. Seligpreisung) und somit speziell für „arme Leut’“ Trost und Heilsanleitungen erschließen wolle. Im Gegensatz dazu stehe der Buddhismus, der ohne Gott, ohne Himmel und Hölle Wege zur Selbsterkenntnis aufzeige und eher eine Religion für „denkende“ Menschen sei. Wagner vergleicht dann das Christentum mit dem Buddhismus, ganz im Sinne Arthur Schopenhauers, der sich ebenfalls zu den Lehren der Brahmanen, zu Wiedergeburt und Askese hingezogen fühlte und daraus sein Hauptwerk Die Welt als Wille und Vorstellung entwickelte. Es sei angemerkt, dass Wagner beabsichtigte, eine Oper Die Sieger mit dem Buddhismus als Thema zu komponieren.

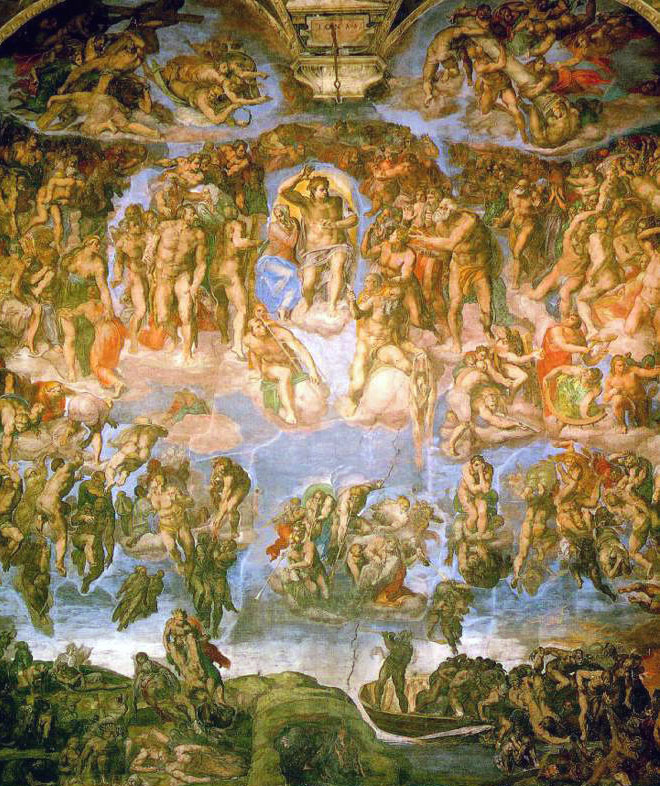
Michelangelos „Jüngstes Gericht“

### Kritik am Christentum
Am Beispiel der griechischen Kunst erklärt Wagner weiter, was er unter Kunst versteht und schlägt dann den Bogen zum Götterglauben der Griechen und zum gekreuzigten Christus, den er als „göttlichen“ Menschen bezeichnet, dem „jüdischen Schöpfer Jehova“ allerdings seine tiefe Abneigung bekundet. In langen Passagen kritisiert Wagner scharf die amtliche Kirche, die ihre Macht über die „Seelen der Armen“ vorzugsweise mit dem Schreckensbild der Hölle und dem „letzten Gericht“ ausübe. Es gebe nichts Hässlicheres und Ekelhafteres, als die Bilder der ewigen Verdammnis, wozu auch das Gemälde des „jüngsten Gerichtes“ von Michelangelo in der Sixtina gehöre. Dagegen seien die Bildnisse des am Kreuze leidenden Heilandes weitaus eindrucksvollere Darstellungen, die sich rasch zu einem Grundtypus für weitere Bilder von Glaubensmärtyrern und Heiligen entwickelten. Leiden durch verklärte „Entrückungs-Wonne“ sei ein Hauptgegenstand der bildenden Kunst geworden, führt Wagner weiter aus, wogegen die Darstellung von Motiven der realen Welt nach und nach verlernt worden seien. Demzufolge habe sich eine starke Affinität zwischen Religion und Kunst entwickelt, zumindest durch die Malerei, später aber auch durch die Musik.

### Entstehung der Musik aus dem Christentum
Wagner argumentiert, dass die Musik die einzige dem christlichen Glauben ganz entsprechende Kunst sei. Somit habe sich die heutige Musik aus der Religion entwickelt und sei ohne Zweifel ein Produkt des Christentums.
In diesem Sinne ist nun, nach der vorangegangenen Erörterung über die Nötigung der poetischen Lyrik zur Auflösung des wörtlichen Begriffes in das Tongebilde, anzuerkennen, dass die Musik das eigenste Wesen der christlichen Religion mit unvergleichlicher Bestimmtheit offenbart, weshalb wir sie sinnbildlich in dasselbe Verhältnis zur Religion setzen möchten, in welchem wir den Gottes-Knaben zur jungfräulichen Mutter auf jenem Raphaelischen Gemälde uns darstellten: Als reine Form darf uns die Musik als eine welterlösende Geburt des göttlichen Dogmas von der Nichtigkeit der Erscheinungs-Welt selbst gelten.
Bei den gemalten Bildern hieße es: „das bedeutet“, die Musik aber sage: „das ist“, führt Wagner weiter aus, denn Musik hebe jeden Zwiespalt zwischen Begriff und Empfindung auf, sich dabei von der Erscheinungswelt gänzlich abwenden und unser Gemüt wie durch eine besondere Gnade einnehmen.

### Verfall des Menschengeschlechtes
Ähnlich wie in seinen früheren „Revolutionsschriften“ (Kunst und Revolution) beschäftigte sich Wagner im zweiten Teil seiner Alters-Schrift, die er unter dem Eindruck des Buches: „Thalysia, oder das Heil der Menschheit“ des Vegetariers Robert Springer schrieb, ausführlich mit dem „Verfall“ des menschlichen Geschlechtes. Der Mensch sei ein „Raubtier“, das Länder erobere, die natürlich lebenden „Eingeborenen“ unterjoche, große Reiche von Unterjochten gründe und Staaten und Zivilisationen einrichte, nur um seinen Raub in Ruhe zu genießen. Es folgen Passagen über Geld und Eigentum, ein Thema, dem sich Wagner immer wieder gewidmet hat, vor allem in seinem Der Ring des Nibelungen.
Wagner beschreibt im Weiteren, wie in Indien unter dem Einfluss von Landschaft und Klima der Buddhismus entstanden sei, der das Leben der Tiere mehr achte, als es die christlichen Europäer tun und beruft sich dabei auf den Orientalisten Eugène Burnouf.

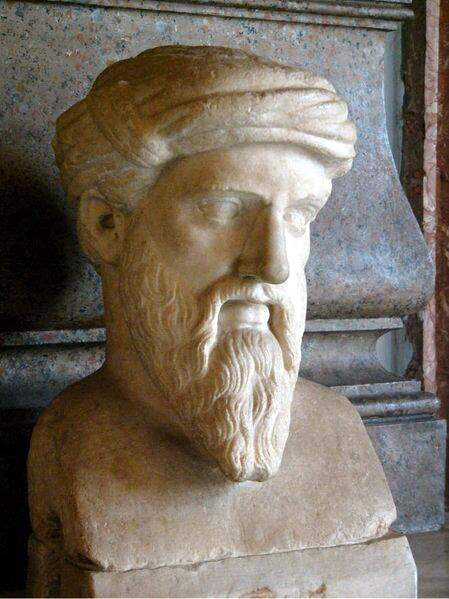
Büste des Pythagoras

Wagner kommt dann zu einem Thema, das ihn in seinen letzten Lebensjahren sehr beschäftigte. Im Herbst 1879 las er die Druckschrift „Die Folterkammer der Wissenschaft“, von Ernst von Weber. Darin ging es um die Vivisektion, um Tierversuche für den Fortschritt der Medizin. Wagner schrieb daraufhin einen öffentlichen Brief und setzte sich vehement für den Tierschutz ein. Insgesamt 46 Tagebucheintragungen seitens Cosima unterstreichen, wie intensiv hierüber im Hause Wagner diskutiert wurde, wobei er sich auch auf den griechischen „Zahlen-Philosophen“ Pythagoras berief.
Ein Mysterium hüllte Pythagoras ein, den Lehrer der Pflanzen-Nahrung. Kein Weiser sann nach ihm über das Wesen der Welt nach, ohne auf seine Lehre zurückzukommen. Genossenschaften gründeten sich, welche, verborgen vor der Welt und ihrem Wüten, die Befolgung dieser Lehre als ein religiöses Reinigungsmittel von Sünde und Elend ausübten. Unter den Ärmsten erschien der Heiland den Weg der Erlösung nicht mehr durch Lehren, sondern durch das Beispiel zu weisen. Sein eigenes Fleisch und Blut gab er, als höchstes Sühnungsopfer für alles sündhaft vergossene Blut und geschlachtete Fleisch dahin, und reichte dafür seinen Jüngern Wein und Brot zum täglichen Mahle: „Solches allein genießet zu meinem Angedenken.“
Im weiteren Verlauf seiner „Religions-Schrift“ stellt Wagner fest, dass die Menschen in ihrer Entwicklung vom Klima der Natur geprägt worden seien und auch die Ernährung für die Evolution eine Rolle gespielt habe. Ähnlich wie es Pflanzen-fressende Tiere gebe, hätte der Mensch nicht unbedingt ein Tiermörder und „Fleischfresser“ werden müssen, aber offensichtlich habe es die Evolution so gewollt, und so wurde der Mensch vom „Fruchtesser“ des Paradieses zu einem Raubtier. Die Geschichte von der Vertreibung von Adam und Eva aus dem Paradies sei demnach als eine Allegorie aufzufassen, nämlich Vertreibung von ehemaligen „Vegetariern“ nach einem blutigen Festmahl. Später habe der „ungerechte Judengott“ das „Fleischopfer“ Abels mehr geschätzt als das „Fruchtopfer“ Kains.

### Kritik an Kirche und Judentum
Wagner fühlte sich persönlich immer wieder durch Juden desavouiert, beispielsweise durch seine erfolgreichen Musikerkonkurrenten Giacomo Meyerbeer und Felix Mendelssohn Bartholdy, durch Journalisten und Kritiker seiner avantgardistischen Tonkunst und durch den jüdischen „Geldadel“, der ihm – nach seiner Lesart – den gerechten Lohn seines Künstlerdaseins verweigerte. Er litt, obwohl er viele Freunde jüdischer Abstammung hatte, an einem regelrechten Verfolgungswahn und verdeutlichte dies in seiner 1850 erschienenen Schrift Das Judentum in der Musik. Später wurde er durch seine Frau Cosima, die in ihren Ansichten noch wesentlich radikaler war, in seiner pauschalen Judenkritik noch ermuntert.

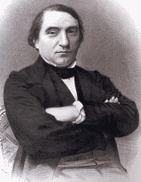
Ernest Renan

Wagner übernahm in seiner Kritik der christlichen Lehre, der Kirche und des Judentums Positionen, die zu seiner Zeit insbesondere durch die religionsphilosophischen Schriften von Ernest Renan und Franz Overbeck zunehmenden Anklang fanden. Diese Schriften hatte Wagner im April 1873 von Friedrich Nietzsche erhalten. Ernest Renan erregte vor allem durch sein Buch Das Leben Jesu (1863) großes Aufsehen. Hier wurde das Leben und die Person Jesu aus den antiken Verhältnissen der Zeit erklärt und Jesus von Nazareth als ein Mensch dargestellt, der erst nach seinem Tode zum Sohn Gottes stilisiert wurde, insbesondere auf Betreiben des fanatischen Apostels Paulus.
Eine ähnliche Position war bei dem Schweizer Theologen Franz Camille Overbeck auszumachen. Als ein evangelischer Theologe, eng befreundet mit Friedrich Nietzsche und beeinflusst von Baruch Spinoza und Arthur Schopenhauer, zweifelte er sehr an „Gottes Dasein“: „Die beste Schule, um an dem Dasein eines Gottes als Weltenlenker zu zweifeln, ist die Kirchengeschichte.“

### Wagners Regenerationsgedanke
Im letzten Teil seiner Ausführungen versucht Wagner – trotz aller Altersresignation – einen Ausweg aufzuzeigen, und vertieft sich in seine These, dass die Entartung des menschlichen Geschlechtes durch die Abkehr seiner natürlichen Nahrung verursacht worden sei. Da helfe der Menschheit nur eine schonungslose Bestandsaufnahme und die Regeneration:
Wir müssen erkennen, dass eine große Regeneration des verdorbenen Menschengeschlechtes nur aus dem tiefen Boden einer wahrhaftigen Religion erwachsen kann [...] Verstehen wir sie recht – die Geschichte! Und zwar im Geiste und in der Wahrheit, nicht nach dem Worte und der Lüge unserer Universitätshistoriker, welche nur dem Eroberer ihr Lied singen, von dem Leiden der Menschheit aber nichts wissen wollen. Erkennen wir, dass nicht ihre Handlungen, sondern ihre Leiden die Menschen uns nahebringen und unseres Gedenkens würdig machen, dass allein nur dem unterliegenden, nicht dem siegenden Helden unsere Teilnahme zugehört.
Wagner zeigt nun auf, wie die Kunst und speziell die Musik, den Menschen helfen könne:
Als alles sagende, tönende Seele der christlichen Religion, hinterließ uns die christliche Kirche als edelstes Erbe die Musik, die der erlösungsbedürftigen Menschheit eine neue Sprache lehrte, in der das Schrankenloseste sich nun mit unmissverständlichster Bestimmtheit aussprechen konnte.
Wagner stellt dann einen Vergleich mit dem Gottesdienst der Shaker-Sekte in Amerika an, „deren Mitglieder, nach feierlich und herzlich bestätigtem Gelübde der Entsagung, im Tempel singend und tanzend sich ergehen.“
Drückt sich hier eine kindliche Freude über wiedergewonnene Unschuld aus, so dürfte uns, die wir die, durch Erkenntnis des Verfalles des menschlichen Geschlechtes errungene Siegesgewissheit des Willens über sich selbst mit unserem täglichen Speise-Mahle feiern, das Untertauchen in das Element jener symphonischen Offenbarungen als ein weihevoll reinigender religiöser Akt selbst gelten.

### Was nützt diese Erkenntnis?
Als ein „weihevoll reinigender religiöser Akt“, so sollte Wagners Bühnenweihfestspiel Parsifal wirken. Um dies noch genauer zu erklären, schrieb Wagner einen „Nachtrag“ zu seiner Schrift mit dem Titel: „Was nützt diese Erkenntnis?“

Arthur Schopenhauer 1859

"Fragt ihr, was die Erkenntnis des Verfalles der Menschheit nützen soll, so fragt die wahrhaft großen Dichter aller Zeiten; fragt die Gründer wahrhafter Religionen", schreibt Wagner und verweist auf Goethe und Schopenhauer. Er stellt dann erneut die Frage nach der „Regeneration“ eines der „Kriegs-Zivilisation“ verfallenen Menschengeschlechtes und wirbt vehement für die Ideen Schopenhauers, der Wege zur Umkehr des fehlgeleiteten Willens aufgezeigt hätte. Der richtige Weg sei zu finden, wenn man erkenne, dass die ganze Zivilisation aus Mangel an Liebe zugrunde geht und diese Lieblosigkeit der Welt als ihr eigentliches Leiden verständlich gemacht werden müsse. Verstehen aber hieße: Mitleiden, um dadurch das Leiden des Anderen mindern zu können. Dieses Verständnis könne die Musik fördern, in dem sie Gefühle und das Gemüt ansprechen könne.
Wagner verdeutlicht nun, dass er zur Transformierung seiner gleichnishaften Botschaft, nämlich Erlösung und Regeneration der Menschheit durch Mitleid – dargestellt durch den suchenden Parsifal und den leidende Amfortas – eine Kunstform gewählt habe, die mit religiöser Symbolik eine „entrückende Wirkung auf das Gemüt“ ausüben solle. Er kommt dann abschließend wieder auf die Vegetarier zurück und bekräftigt deren Regenerationsgedanken: Weltverbesserung „durch Reinigung des Blutes“ und stellt damit sein Werk Parsifal in einen damals aktuellen Kontext. Er beschließt seine Ausführungen:
Wir erkennen den Grund des Verfalles der historischen Menschheit, sowie die Notwendigkeit einer Regeneration derselben; wir glauben an die Möglichkeit dieser Regeneration, und widmen uns ihrer Durchführung in jedem Sinne.

## Parsifal-Intention
Wie sein Regenerationswerk Parsifal „wirken“ sollte, das geht aus der Schlusspassage von Wagners letztem Beitrag: „Das Bühnenweihfestspiel in Bayreuth 1882“ hervor, den er am 1. November 1882, kurz vor seinem Tod, in Venedig für die „Bayreuther Blätter“ schrieb:
Wer kann ein Leben lang mit offenen Sinnen und freiem Herzen in diese Welt des durch Lug, Trug und Heuchelei organisierten und legalisierten Mordes und Raubes blicken, ohne zu Zeiten mit Ekel sich von ihr abwenden zu müssen? Wohin trifft dann sein Blick? Gar oft wohl in die Tiefe des Todes. Ihr alle, meine Freunde, erkanntet, dass die Wahrhaftigkeit des Vorbildes [Parsifal], das er euch zur Nachbildung darbot, es eben war, was auch euch die Weihe der Weltentrückung gab; denn ihr konntet nicht anders, als nur in jener höheren Wahrhaftigkeit eure eigene Befriedigung suchen.